# Groupe de NGC 1512
Le groupe de NGC 1512 est un trio de galaxies situé dans les constellations de l'Horloge et de l'Éridan. La distance moyenne entre ce groupe et la Voie lactée est d'environ 12,3 Mpc (∼40,1 millions d'al).

## Membres
Le tableau ci-dessous liste les trois galaxies du groupe indiquées dans l'article de A.M. Garcia paru en 1993.
| Nom      | Constellation | Class.      | Type                 | α (J2000.0)   | δ (J2000.0)  | Vitesse radiale (km/s) | m    | Distance (Mpc) | Diamètre (kal) |
| -------- | ------------- | ----------- | -------------------- | ------------- | ------------ | ---------------------- | ---- | -------------- | -------------- |
| NGC 1487 | Éridan        | Sm,         | Spirale magellanique | 03h 55m 46.1s | -42° 22′ 05″ | 848 ± 1                | 11,6 | 11,7 ± 0,1     | 121            |
| NGC 1510 | Horloge       | SA0^0^ pec? | Lenticulaire         | 04h 03m 32.6s | -43° 24′ 00″ | 913 ± 10               | 13,0 | 12,8 ± 0,9     | 125            |
| NGC 1512 | Horloge       | SB(r)a      | Spirale barrée       | 04h 03m 54.3s | -43° 20′ 56″ | 898 ± 3                | 10,3 | 12,5 ± 0,9     | 213            |

Le site DeepskyLog permet de trouver aisément les constellations des galaxies mentionnées dans ce tableau ou si elles ne s'y trouvent pas, l'outil du site constellation permet de le faire à l'aide des coordonnées de la galaxie. Sauf indication contraire, les données proviennent du site NASA/IPAC.